# Satu Laamanen
Satu Laamanen (1999) è una giocatrice di football americano finlandese, che gioca come linebacker per le Oulu Northern Lights..